# TT-100
Der TT-100 war der erste Versuch innerhalb der Bioelektronik, einen Computer auf der Basis von DNA, also dem genetischen Material der Lebewesen, zu bauen. Er wurde 1994 von Leonard Adleman konstruiert, um die Speicher- und Verarbeitungsmöglichkeiten der DNA zu demonstrieren. Dabei wurde das zu lösende Problem als speziell sequenzierte DNA codiert. Die Lösung war dann das in freier Reaktion synthetisierte Molekül.
Der DNA-Computer bestand aus einem Reagenzglas, in dem 100 Mikroliter einer DNA-gesättigten Flüssigkeit enthalten war. Aus diesem Grund nannte er ihn TT-100 (Testtube mit 100 Mikrolitern). Mit Hilfe dieser Erfindung löste er eine einfache Version des Hamiltonschen Wegeproblems.

## Belege
1. 1 2  Thilo Spahl, Thomas Deichmann: Das populäre Lexikon der Gentechnik. Eichborn-Verlag, Frankfurt/Main 2001; S. 38. ISBN 3-8218-1697-X